# 日本驻杭州领事馆旧址
30°15′45″N 120°08′57″E / 30.26263°N 120.14914°E日本驻杭州领事馆旧址位于浙江省杭州市西湖区石函路1号，今为浙江省旅游局及浙江省人民政府外事办公室所在地，是杭州市首批文物保护点之一。

## 历史沿革
1895年，中国战败于甲午战争，战后签订《马关条约》使得杭州开放为通商口岸，沿拱宸桥一带设立杭州日租界，美、英、法等各国照循日本要求进入杭州。1896年，日本于杭州城内马所巷许宅开设日本驻杭州领事馆，该地址现为浙医一院和庆春路电信大楼用地。
1906年，日本自英国圣公会差会医疗传教士梅滕更借得西湖北岸、宝石山东麓的石塔儿头的洋楼作为领事馆，该址原为美国领事馆所租用，1906年3月美国国会撤销驻杭州领事馆。日本驻杭领事馆迁移至石塔儿头直至1945年。石塔儿头的日本领事馆曾是日本侵华的情报据点，呈递过《浙江省图书馆所藏善本书目录》与在浙台湾学生姓名、就读学校、年级、籍贯、在杭住所等情报，成为过五四运动、五卅运动、抗日战争时的抗日集会游行的聚集地。
抗日战争胜利后，石塔儿头的建筑由杭州市政府接收。1946年，石塔儿头作为外宾招待所，接待了前来杭州替父母祭扫的美国驻华大使司徒雷登，期间司徒雷登被杭州市参议会授予“杭州市荣誉公民”称号。1948年，时任浙江省政府主席的陈仪入驻石塔儿头，后陈仪因密谋投靠中共被秘密逮捕而带往台湾。蒋介石秘书长陶希圣日记显示，蒋介石在杭州的最后一夜即在石函路1号度过。
1949年以后，建筑先后为杭州市军管会、浙江省统战部等政府部门使用，1970年浙江省外事办入驻。现为浙江省外事办和浙江省旅游局办公场所，属杭州市首批文物保护点。

## 临近建筑
- 蒋经国旧居：位于石函路8号，石函路和北山街交叉口
- 杭州市少年活动中心：原昭庆寺所在，位于昭庆寺里街22号